# Condado de Monroe (Virgínia Ocidental)
O Condado de Monroe é um dos 55 condados do estado norte-americano da Virgínia Ocidental. A sede do condado é Union, que é também a sua maior cidade. O condado tem uma área de 1228 km² (dos quais 0 km² estão cobertos por água), uma população de 14 583 habitantes, e uma densidade populacional de 25 hab/km² (segundo o censo nacional de 2000). O condado foi fundado em 1851 e recebeu o seu nome em homenagem a James Monroe, que foi presidente dos Estados Unidos entre 1817 e 1825.